# Desmond Harrington
Desmond Harrington (Savannah, 19 oktober 1976) is een Amerikaans acteur.
Toen hij drie jaar oud was verhuisden zijn ouders terug naar hun geboorteplek, The Bronx. Harrington bezocht de St. Margaret van Cortona de lagere school en de middelbare school Fordham Prep. Hij had problemen op en buiten school gedurende zijn gehele jeugd. Na zes weken op het Manhattan College werd hij van school gestuurd. Doelloos nam hij een aantal verschillende baantjes aan. Ten slotte ging hij als barman in Manhattan werken om acteerlessen te kunnen betalen, tot hij in Messenger: The Story of Joan of Arc zijn eerste rol te pakken had. 
Hij is onder meer bekend geworden door zijn rol als Joseph Quinn in de televisieserie Dexter.

## Filmografie
- The Neon Demon (2016)
- The Dark Knight Rises (2012)
- Not Since You (2009)
- Gossip girl (2009)
- TiMER (2009)
- Life Is Hot in Cracktown (2008)
- The Hill (2008)
- Exit Speed (2008)
- Taphephobia (2006)
- Bottom's Up (2006)
- 3-Way (2004)
- Wrong Turn (2003)
- Love Object (2003)
- Ghost Ship (2002)
- Taken (2002)
- We Were Soldiers (2002)
- Riding in Cars with Boys (2001)
- The Hole (2001)
- My First Mister (2001)
- Massholes (2000)
- Boiler Room (2000)
- Messenger: The Story of Joan of Arc (1999)

- Bibliothèque nationale de France: cb14185495c (data)
- Gemeinsame Normdatei: 14225133X
- International Standard Name Identifier: 0000 0000 8106 3433
- Library of Congress Control Number: no2001089683
- Nationale Bibliotheek van Tsjechië: xx0152209
- Nationale Bibliotheek van Israël: 987008729095705171
- Système universitaire de documentation: 152871608
- Virtual International Authority File: 27276891
- WorldCat: E39PBJcc8Tvcc6fhDKJ98dwHmd